# Gojong di Goryeo
Gojong (Coreano: 고종; 1192 – 1259) è stato il ventitreesimo re di Goryeo, sul quale regnò dal 1213 al 1259.
Il regno di Gojong fu contrassegnato dal prolungato conflitto con l'Impero Mongolo, che cercarono di conquistare il Regno di Goryeo, l'odierna penisola di Corea, terminato solamente quando il regno divenne vassallo mongolo nel 1259. Durante il suo regno il reale potere finì nelle mani dei dittatori della famiglia Choe.
Sebbene asceso al trono nel 1213, Gojong non esercitò pienamente i poteri fino a quando tutti i suoi consiglieri non vennero sterminati. Nel 1216, le tribù cinesi dei Kitai invasero la Corea, ma furono sconfitti. Nell'agosto del 1232, Gojong trasferì la capitale di Goryeo da Songdo all'isola di Ganghwa e cominciò a costruire qui molte strutture difensive, per meglio resistere alla minaccia mongola. Gojong resistette all'invasione mongola per quasi trent'anni, prima di arrendersi forzatamente nel 1259; Gojong morì poco dopo, e Wonjong, suo fratello maggiore, salì al trono con il sostegno dell'imperatore mongolo Kublai Khan.